# Frédéric Dard
Frédéric Dard, cunoscut sub pseudonimul San Antonio, (n. 29 iunie 1921, Bourgoin-Jallieu, Isère, Franța – d. 6 iunie 2000, Bonnefontaine⁠(d), cantonul Fribourg, Elveția) a fost un prolific scriitor francez de romane polițiste. A scris aproape 200 de cărți numai despre aventurile personajului său alter ego - comisarul San Antonio - și a subalternului său Bérurier. Opera sa cuprinde 288 romane, 20 piese de teatru și 16 adaptări pentru cinema. Traducerile cărților sale în limba română au fost publicate de Editura Forum.